# Jillian Camarena-Williams
Jillian Mary Camarena-Williams (Vallejo, 2 maart 1982) is een Amerikaanse atlete, die is gespecialiseerd in het kogelstoten. Zij heeft op dit onderdeel het indoorrecord voor Noord- en Midden-Amerika en het Amerikaanse buitenrecord op haar naam staan. Ze vertegenwoordigde haar vaderland op de Olympische Spelen van 2008 in Peking, maar bleef bij die gelegenheid buiten de medailles, net als vier jaar later in Londen.

## Carrière
Camarena-Williams eindigde als zevende op de wereldkampioenschappen van 2006 in Moskou. Tijdens de Pan-Amerikaanse Spelen 2007 in Rio de Janeiro eindigde ze op de vierde plaats. Op de WK van 2007 in Osaka en de wereldindoorkampioenschappen van 2008 strandde ze in de kwalificaties. Tijdens de Olympische Spelen van 2008 in Peking eindigde Camarena-Williams op de twaalfde plaats.
Op de WK van 2009 in Berlijn werd ze uitgeschakeld in de kwalificaties. In Doha nam ze het jaar erna deel aan de WK indoor; op dit toernooi eindigde ze als zesde. Tijdens de WK in 2011 in Daegu veroverde Camarena-Williams de bronzen medaille. Op de WK indoor van 2012 in Istanboel eindigde ze op de vierde plaats. Op de Olympische Zomerspelen 2012 in Londen strandde ze met een beste poging van 18,22 in de kwalificatieronde.

## Titels
- Amerikaans kampioene kogelstoten - 2006, 2010, 2012
- Amerikaans indoorkampioene kogelstoten - 2005, 2006, 2007, 2008, 2009, 2010, 2011, 2012

## Persoonlijke records
Outdoor
| Onderdeel    | Prestatie    | Datum         | Plaats    |
| ------------ | ------------ | ------------- | --------- |
| kogelstoten  | 20,18 m (NR) | 8 juli 2011   | Parijs    |
| discuswerpen | 51,94 m      | 30 maart 2002 | Palo Alto |

Indoor
| Onderdeel   | Prestatie    | Datum            | Plaats       |
| ----------- | ------------ | ---------------- | ------------ |
| kogelstoten | 19,89 m (AR) | 11 februari 2012 | Fayetteville |

## Palmares

### kogelstoten
- 2005:  Amerikaanse indoorkamp. - 17,31 m
- 2006:  Amerikaanse indoorkamp. - 19,26 m
- 2006: 7e WK indoor - 17,60 m
- 2006:  Amerikaanse kamp. - 18,92 m
- 2006: 6e Wereldbeker - 18,43 m
- 2007:  Amerikaanse indoorkamp. - 18,46 m
- 2007: 4e Pan-Amerikaanse Spelen - 18,11 m
- 2007: 10e in kwal. WK - 16,95 m
- 2008:  Amerikaanse indoorkamp. - 18,11 m
- 2008: 14e in kwal. WK indoor - 17,66 m
- 2008: 12e OS - 18,24 m
- 2009:  Amerikaanse indoorkamp. - 18,59 m
- 2009: 12e in kwal. WK - 16,92 m
- 2010:  Amerikaanse indoorkamp. - 18,63 m
- 2010: 6e WK indoor - 19,34 m
- 2010:  Amerikaanse kamp. - 19,13 m
- 2010: 5e IAAF/VTB Bank Continental Cup - 18,49 m
- 2011:  Amerikaanse indoorkamp. - 19,87 m
- 2011:  WK - 20,02 m
- 2012:  Amerikaanse indoorkamp. - 19,56 m
- 2012: 4e WK indoor - 19,44 m
- 2012:  Amerikaanse kamp. - 19,16 m
- 2012: 8e in kwal. OS - 18,22 m